# Anelosimus sallee
Anelosimus sallee là một loài nhện trong họ Theridiidae.
Loài này thuộc chi Anelosimus. Anelosimus sallee được miêu tả năm 2005 bởi Agnarsson & Kuntner.